# Georgië op de Olympische Zomerspelen 2004
Georgië nam deel aan de Olympische Zomerspelen 2004 in Athene, Griekenland. Het was de derde deelname en voor het eerst werd er meer dan alleen brons gewonnen; twee keer goud en twee keer zilver.

## Medailleoverzicht
| Sport         | Olympiër          | Discipline               | Medaille |
| ------------- | ----------------- | ------------------------ | -------- |
| Gewichtheffen | Giorgi Asanidze   | -85kg (m)                | Goud     |
| Judo          | Zoerab Zviadaoeri | -90kg (m)                | Goud     |
| Judo          | Nestor Khergiani  | -60kg (m)                | Zilver   |
| Worstelen     | Ramaz Nozadze     | -96kg Grieks-Romeins (m) | Zilver   |

## Deelnemers en resultaten per onderdeel

### Atletiek
| Olympiër       | Onderdeel              | Resultaat | Prestatie                             |
| -------------- | ---------------------- | --------- | ------------------------------------- |
| David Ilariani | 110m horden (m)        | 34e       | serie 5: 6de in 13,72                 |
|                |                        |           |                                       |
| Joelia Doebina | hink-stap-springen (v) | 31e       | kwalificatie groep B: 15de met 13,36m |
| Joelia Doebina | kogelstoten (v)        | 35e       | kwalificatie groep A: 17de met 15,06m |

### Boksen
| Olympiër               | Onderdeel | Resultaat | Prestatie                                                               |
| ---------------------- | --------- | --------- | ----------------------------------------------------------------------- |
| Nikoloz Izoria         | -51kg (m) | 9e        | 1ste ronde: W van TUN Cherif: 24-14 2de ronde: V van AZE Aslanov: 21-27 |
| Konstantine Koepatadze | -57kg (m) | 9e        | 1ste ronde: vrij 2de ronde: V van PRK Song: 25-14                       |

### Boogschieten
| Olympiër             | Onderdeel       | Resultaat | Prestatie                                                                     |
| -------------------- | --------------- | --------- | ----------------------------------------------------------------------------- |
| Kristine Eseboea     | individueel (v) | 40e       | plaatsingsronde: 22ste met 636 punten 1ste ronde: V van IND Kumari: 149-153   |
| Chatoena Narimanidze | individueel (v) | 51e       | plaatsingsronde: 41ste met 620 punten 1ste ronde: V van ESP Gallardo: 132-148 |

### Gewichtheffen
| Olympiër        | Onderdeel | Resultaat | Prestatie                                                        |
| --------------- | --------- | --------- | ---------------------------------------------------------------- |
| Giorgi Asanidze | -85kg (m) | Goud      | trekken: 2de met 177,5kg stoten: 1ste met 205kg totaal: 282,5kg  |
| Arsen Kasabiev  | -94kg (m) | 14e       | trekken: 18de met 155kg stoten: 10de met 207,5kg totaal: 362,5kg |

### Gymnastiek
| Olympiër           | Onderdeel                | Resultaat  | Prestatie                                                             |
| Trampoline         | Trampoline               | Trampoline | Trampoline                                                            |
| ------------------ | ------------------------ | ---------- | --------------------------------------------------------------------- |
| Roesoedan Choperia | trampoline (v)           | 9e         | kwalificatie: 9de met 62,50 punten                                    |
| Turnen             |                          |            |                                                                       |
| Ilia Giorgadze     | individuele meerkamp (m) | 22e        | kwalificatie: 22ste met 56,012 punten finale: 22ste met 55,272 punten |

### Judo
| Olympiër             | Onderdeel  | Resultaat | Prestatie |
| -------------------- | ---------- | --------- | --- |
| Nestor Khergiani     | -60kg (m)  | Zilver    | 1ste ronde: W van ESP Uematsu: ippon 2de ronde: W van KAZ Donbay: yuko kwartfinale: W van RUS Stanev: waza-ari halve finale: W van IRI Akhondzade: waza-ari finale: V van JPN Nomura: ippon                      |
| David Margoshvili    | -66kg (m)  | 5e        | 1ste ronde: V van BUL Georgiev: ippon herkansingen: W van TUR Demirel: waza-ari herkansingen 2: W van KAZ Kipshakbayev: yuko halve finale: W van ARG Lencina: yuko bronzen finale: V van CUB Arencibia: waza-ari |
| David Kevchisjvili   | -73kg (m)  | 7e        | 1ste ronde: W van JPN Takamatsu: waza-ari 2de ronde: V van RUS Makarov: waza-ari herkansingen: W van GRE Alexanidis: ippon herkansingen 2: W van MGL Damdin: yuko herkansingen 3: V van BRA Guilheiro: koka      |
| Grigol Mamrikisjvili | -81kg (m)  | 21e       | 1ste ronde: V van EST Budõlin: waza-ari |
| Zoerab Zviadaoeri    | -90kg (m)  | Goud      | 1ste ronde: W van ITA Lepre: ippon 2de ronde: W van RUS Taov: ippon kwartfinale: W van FRA Demontfaucon: yuko halve finale: W van GBR Gordon: ippon finale: W van JPN Izumi: ippon                               |
| Zoerab Zviadaoeri    | -100kg (m) | 9e        | 1ste ronde: W van MGL Odkhuu: ippon 2de ronde: W van ALG Belgroun: ippon kwartfinale: V van BLR Makarov: yuko herkansingen: V van KAZ Zhitkeyev: ippon                                                           |
| Lasja Goedzjedzjiani | +100kg (m) | 21e       | 1ste ronde: V van TUR Tataroglu: ippon |

### Schietsport
| Olympiër         | Onderdeel            | Resultaat | Prestatie                                                                 |
| ---------------- | -------------------- | --------- | ------------------------------------------------------------------------- |
| Nino Saloekvadze | 25m pistool (v)      | 8e        | kwalificatie: 8ste met 580 punten (286-294) finale: 8ste met 678,3 punten |
| Nino Saloekvadze | 10m luchtpistool (v) | 10e       | kwalificatie: 10de met 382 punten (96-96-98-92)                           |

### Worstelen
| Olympiër             | Onderdeel   | Resultaat   | Prestatie |
| Vrije stijl          | Vrije stijl | Vrije stijl | Vrije stijl |
| -------------------- | ----------- | ----------- | --- |
| David Pogosian       | -60kg (m)   | 5e          | groep 4: 1ste W van MGL Pürevbaatar: 4-2 W van USA Guerrero: 3-1 kwartfinale: V van CUB Quintana: 0-5 5-6de plek: W van CAN Sissaouri                                       |
| Otar Tushishvili     | -66kg (m)   | 21e         | groep 4: 3de V van CUB Rondon: 0-10 V van UKR Tedeyev |
| Gela Saghirasjvili   | -74kg (m)   | 14e         | groep 4: 3de V van USA Williams: 1-6 V van IRI Hajizadeh: 5-7 |
| Revaz Mindorasjvili  | -84kg (m)   | 13e         | groep 3: 2de V van GRE Loizidis: 1-3 W van FRA Aka-Akesse: 3-0 |
| Eldar Koertanidze    | -96kg (m)   | 8e          | groep 4: 2de V van IRI Heidari: 2-3 W van BRA Jaoude: 6-0 |
| Aleks Modebadze      | -120kg (m)  | 14e         | groep 2: 2de W van HUN Aubeli: 5-0 V van RUS Kuramagomedov: 0-5 |
| Grieks-Romeins       |             |             | |
| Irakli Tsjotsjoea    | -55kg (m)   | 6e          | groep 3: 1ste W van TUR Yildiz: 4-1 W van LTU Adomaitis: 3-1 kwartfinale: V van UKR Vakulenko: 12-14 5-6de plek: V van CUB Rivas: 0-11                                      |
| Akaki Chachua        | -60kg (m)   | 9e          | groep 5: 2de W van ITA Fucile: 10-0 V van KAZ Koizhaiganov: 6-7 |
| Manoetsjar Kvirkelia | -66kg (m)   | 18e         | groep 5: 4de V van TUR Eroglu: 1-11 V van UKR Vardanyan V van COL Izquierdo                                                                                                 |
| Mukhran Vakhtangadze | -84kg (m)   | 18e         | groep 2: 3de V van EGY Abdelfatah: 0-3 V van USA Vering |
| Ramaz Nozadze        | -96kg (m)   | Zilver      | groep 2: 1ste W van GER Englich: 3-1 W van UKR Saldadze: 3-1 kwartfinale: W van RUS Koguashvili: 3-0 halve finale: W van IRI Hashemzadeh: 4-2 finale: V van EGY Gaber: 1-12 |
| Mirian Giorgadze     | -120kg (m)  | 15e         | groep 5: 4de V van SWE Bengtsson: 0-3 W van KAZ Tsurtsumia: 2-2 V van GRE Koutsioumpas: 0-5                                                                                 |

### Zwemmen
| Olympiër             | Onderdeel           | Resultaat | Prestatie               |
| -------------------- | ------------------- | --------- | ----------------------- |
| Zoerab Chomasoeridze | 200m vrije slag (m) | 58e       | serie 1: 2de in 1.58,02 |

Afghanistan · Albanië · Algerije · Amerikaanse Maagdeneilanden · Amerikaans-Samoa · Andorra · Angola · Antigua en Barbuda · Argentinië · Armenië · Aruba · Australië · Azerbeidzjan · Bahama's · Bahrein · Bangladesh · Barbados · België · Belize · Benin · Bermuda · Bhutan · Bolivia · Bosnië en Herzegovina · Botswana · Brazilië · Britse Maagdeneilanden · Brunei · Bulgarije · Burkina Faso · Burundi · Cambodja · Canada · Centraal-Afrikaanse Republiek · Chili · China · Chinees Taipei · Colombia · Comoren · Congo-Brazzaville · Congo-Kinshasa · Cookeilanden · Costa Rica · Cuba · Cyprus · Denemarken · Djibouti · Dominica · Dominicaanse Republiek · Duitsland · Ecuador · Egypte · El Salvador · Equatoriaal-Guinea · Eritrea · Estland · Ethiopië · Fiji · Filipijnen · Finland · Frankrijk · Gabon · Gambia · Georgië · Ghana · Grenada · Griekenland · Groot-Brittannië · Guam · Guatemala · Guinee · Guinee‑Bissau · Guyana · Haïti · Honduras · Hongarije · Hongkong · Ierland · IJsland · India · Indonesië · Irak · Iran · Israël · Italië · Ivoorkust · Jamaica · Japan · Jemen · Jordanië · Kaaimaneilanden · Kaapverdië · Kameroen · Kazachstan · Kenia · Kirgizië · Kiribati · Koeweit · Kroatië · Laos · Lesotho · Letland · Libanon · Liberia · Libië · Liechtenstein · Litouwen · Luxemburg · Macedonië · Madagaskar · Malawi · Malediven · Maleisië · Mali · Malta · Marokko · Mauritanië · Mauritius · Mexico · Micronesië · Moldavië · Monaco · Mongolië · Mozambique · Myanmar · Namibië · Nauru · Nederland · Nederlandse Antillen · Nepal · Nicaragua · Nieuw-Zeeland · Niger · Nigeria · Noord-Korea · Noorwegen · Oeganda · Oekraïne · Oezbekistan · Oman · Oostenrijk · Oost‑Timor · Pakistan · Palau · Palestina · Panama · Papoea-Nieuw-Guinea · Paraguay · Peru · Polen · Portugal · Puerto Rico · Qatar · Roemenië · Rusland · Rwanda · Saint Kitts en Nevis · Saint Lucia · Saint Vincent en Grenadines · Salomonseilanden · Samoa · San Marino · Sao Tomé en Principe · Saoedi-Arabië · Senegal · Servië en Montenegro · Seychellen · Sierra Leone · Singapore · Slovenië · Slowakije · Soedan · Somalië · Spanje · Sri Lanka · Suriname · Swaziland · Syrië · Tadzjikistan · Tanzania · Thailand · Togo · Tonga · Trinidad en Tobago · Tsjaad · Tsjechië · Tunesië · Turkije · Turkmenistan · Uruguay · Vanuatu · Venezuela · Verenigde Arabische Emiraten · Verenigde Staten · Vietnam · Wit-Rusland · Zambia · Zimbabwe · Zuid-Afrika · Zuid-Korea · Zweden · Zwitserland